# A Shocking Accident

A Shocking Accident est un court métrage britannique réalisé par James Scott et produit par Christine Oestreicher, d'après une histoire de Graham Greene, sorti en 1982.
Il a remporté l'Oscar du meilleur court métrage en prises de vues réelles en 1983.

## Synopsis
Quand il était petit, on a dit à Jérome que son père était mort dans un accident étrange impliquant un cochon tombé d'un balcon. Il refuse d'accepter cette version des faits et persiste à imaginer un autre scénario.

## Fiche technique
- Réalisation : James Scott
- Scénario : James Scott, Ernie Eban d'après Graham Greene
- Producteur : Christine Oestreicher
- Société de production : Virgin Films,  Flamingo Pictures
- Musique : Simon Brint, Simon Wallace
- Montage : Tom Priestley
- Durée : 25 minutes
- Dates de sortie : 
  - États-Unis : octobre 1982
  - Royaume-Uni : avril 1982

## Distribution
- Rupert Everett : Jerome and Mr. Weathersby
- Jenny Seagrove : Sally
- Barbara Hicks : tante Joyce
- Benjamin Whitrow : Headmaster
- Tim Seeley : Stephen
- Richenda Carey : Susan
- Sophie Ward : Amanda
- Sarah Elliott : Brenda
- Daniel Chatto : Paul
- Katherine Best : fille italienne
- Oliver Blackburn : Jerome (9 ans)
- Robert Popper : Jerome (13 ans)
- Timothy Stark : Kingsley
- Luke Taylor : Taylor
- Gary Russell

## Nominations et récompenses
- Oscar du meilleur court métrage en prises de vues réelles
- nommé aux British Academy Film Award du meilleur court métrage